# روبرت وودز بليس
روبرت وودز بليس (بالإنجليزية: Robert Woods Bliss) هو دبلوماسي أمريكي، ولد في 5 أغسطس 1875 في سانت لويس في الولايات المتحدة، وتوفي في 19 أبريل 1962 في واشنطن العاصمة في الولايات المتحدة.